# Ingenheim (Billigheim-Ingenheim)

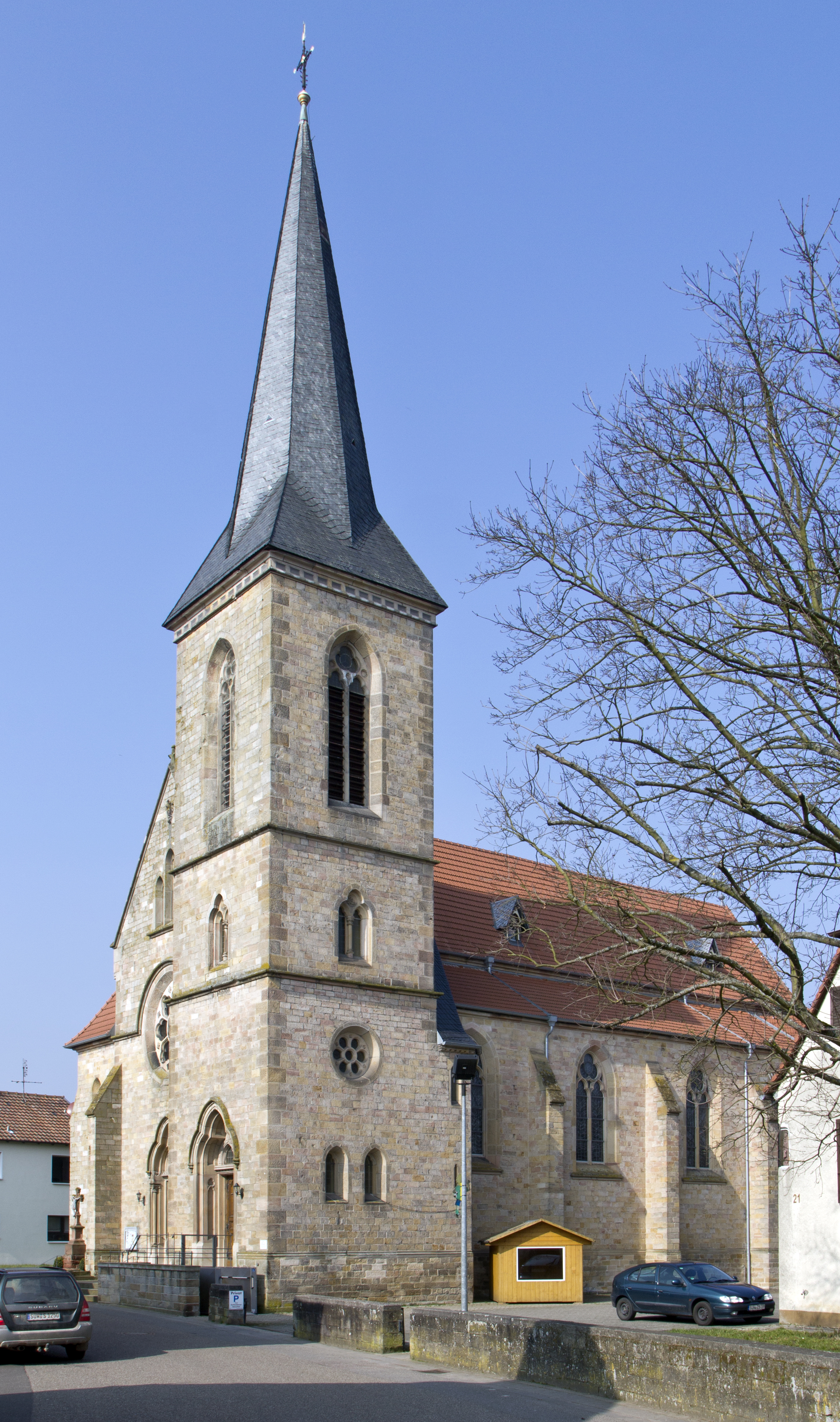
Katholische Kirche St. Bartholomäus

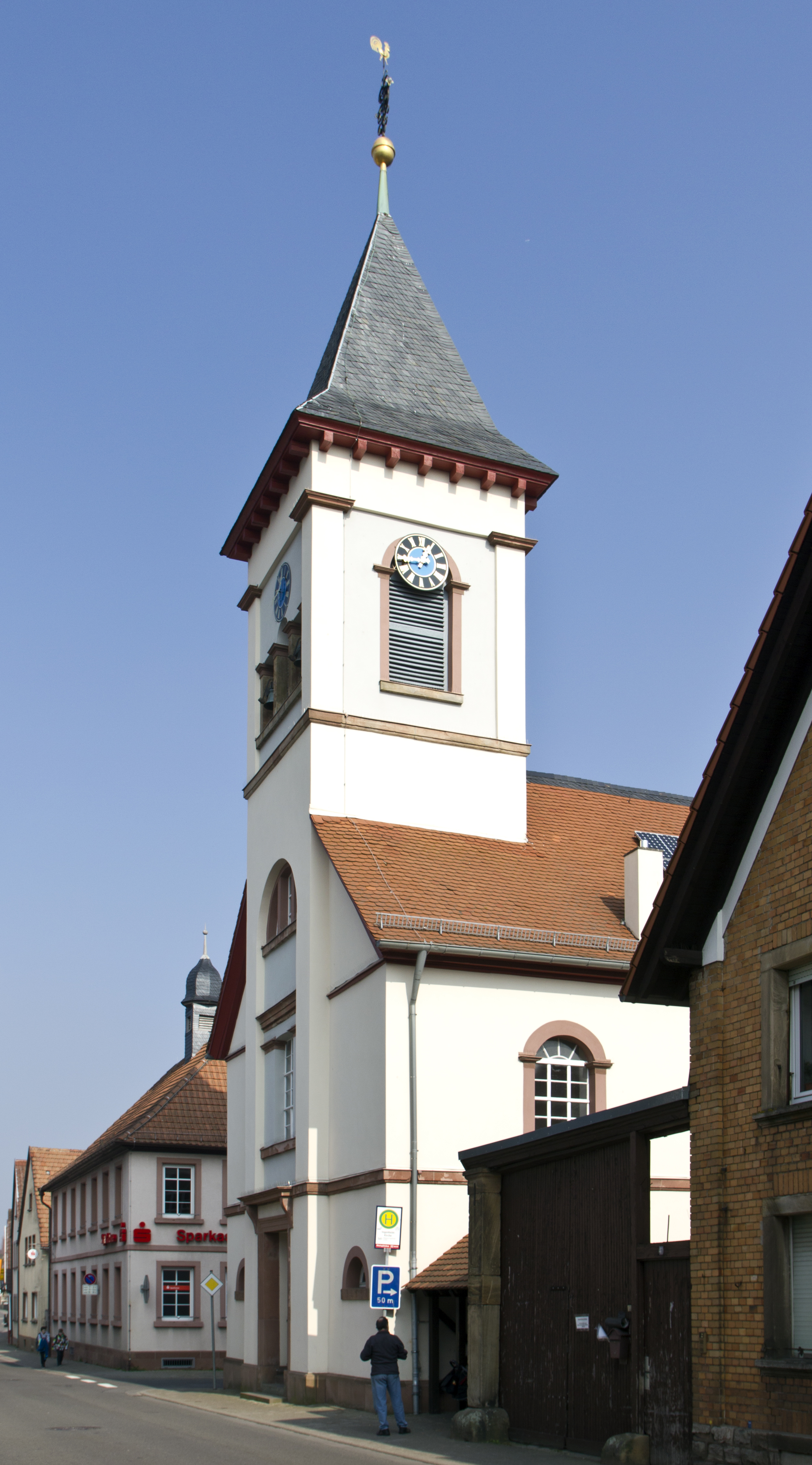
Evangelische Kirche

Ingenheim ist ein Ortsteil der Gemeinde Billigheim-Ingenheim im rheinland-pfälzischen Landkreis Südliche Weinstraße. Bis 1969 war Ingenheim eine eigenständige Gemeinde.

## Lage
Der Ort liegt in der Südpfalz und gehört teilweise zum Landschaftsschutzgebiet „Klingbachtal-Kaiserbachtal“. Nördlich des Ortskerns verläuft der Klingbach. Die Region gehört zum Nördlichen Oberrheintiefland. Ingenheim liegt südwestlich von Billigheim und südlich von Appenhofen. Die Bundesstraße 38 verbindet den Ort mit den Mittelzentren Landau in der Pfalz und Bad Bergzabern.
Zu Ingenheim gehören auch die Wohnplätze Dorfmühle, Friedrichshof, Im alten Grund, Im Peterswingert, Kehlerhof, Luisenhof und St. Georgenhof.

## Geschichte

### Mittelalter
Die vorderpfälzischen Ortsnamen mit der Endung -heim werden der Zeit der fränkischen Landnahme (5. bis 8. Jahrhundert) zugerechnet. Ingenheim ist wahrscheinlich vom Personennamen Ingo hergeleitet. Demnach war Ingenheim die Siedlung eines Ingo.
Die erste nachgewiesene urkundliche Erwähnung des Ortsnamens erfolgte im Jahr 1236, als ein Konrad von Ingenheim und 1238 ein Heinrich von Ingenheim, die als Burgmänner zu Landeck als Zeugen einer Güterschenkung zu Münster an das Kloster Klingenmünster beiwohnten. Die Ritter von Ingenheim kommen in der Zeit bis zur Mitte des 15. Jahrhunderts häufig in Urkunden vor.
Ursprünglich war das Dorf Ingenheim ein Lehen der Abtei Klingenmünster. Als solches, und als zur Burg Meistersel gehörig, wurde der Ort 1369 durch Otto von Ochsenstein zur Hälfte an Konrad Landschad von Steinach verpfändet, 1395 verkaufte Friedrich von Ochsenstein die andere Hälfte an das Hochstift Speyer.

### Frühe Neuzeit
Im 16. Jahrhundert kam das Dorf an die Freiherren von Gemmingen und blieb bis zum Ende des 18. Jahrhunderts in deren Besitz.
Nach der Französischen Revolution (1789) kam die Region 1792 zu Frankreich. Unter der französischen Verwaltung gehörte Ingenheim von 1794 an zum Kanton Landau, der dem Arrondissement Weissenburg im Département Bas-Rhin (Department Niederrhein) zugeordnet war. 1804 wurden im Ort 798 Einwohner gezählt.
Während der Kanton Landau, damit auch Ingenheim, im Ersten Pariser Frieden vom Mai 1814 noch Frankreich zugeordnet wurde, kam im Zweiten Pariser Frieden vom November 1815 der nördlich der Lauter liegende Teil des Departements Niederrhein unter die Hoheit Österreichs. Österreich war schon im Juni 1815 auf dem Wiener Kongress die vorher zum Département du Mont-Tonnerre (Departement Donnersberg) gehörende übrige Pfalz zugesprochen worden. Im April 1816 schließlich wurde die gesamte Pfalz in einem Staatsvertrag von Österreich an das Königreich Bayern abgetreten.
Unter der bayerischen Verwaltung verblieb Ingenheim zunächst noch beim nunmehr bayerischen Kanton Landau. Aufgrund einer 1817 durchgeführten Gebietsanpassung wurde Ingenheim zusammen mit fünf weiteren Gemeinden in den Kanton Bergzabern, der dem Landkommissariat Bergzabern (ab 1862 Bezirksamt Bergzabern) zugeordnet war, umgegliedert. Die Gemeinde Ingenheim hatte eine eigenständige Verwaltung. In den Jahren 1819 und 1825 war Daniel Bourquin Bürgermeister von Ingenheim.

### Seit dem 20. Jahrhundert
Nach einem amtlichen Ortschaftenverzeichnis für den Freistaat Bayern aus dem Jahr 1928 lebten in der Landgemeinde Ingenheim insgesamt 1.315 Einwohner in 277 Wohngebäuden. Die Gemarkung der Gemeinde umfasste 554 Hektar. Im Pfarrdorf gab es eine katholische und eine protestantische Pfarrei, eine katholische, eine protestantische und eine jüdische Schule sowie ein Postamt. Der Bahnhof Ingenheim-Appenhofen an der Klingbachtalbahn lag auf dem Gemeindegebiet von Ingenheim. Zur Gemeinde gehörte die Dorfmühle mit sechs Einwohnern.
Im Zuge der ersten rheinland-pfälzischen Gebiets- und Verwaltungsreform wurde die bis dahin eigenständige Gemeinde Ingenheim mit damals 1.436 Einwohnern am 7. Juni 1969 aufgelöst und aus ihr und den Gemeinden Appenhofen, Billigheim und Mühlhofen die Gemeinde Billigheim-Ingenheim neu gebildet. Gleichzeitig wurde der 1939 aus dem Bezirksamt Bergzabern entstandene Landkreis Bergzabern aufgelöst und die Gemeinde Billigheim-Ingenheim dem neuen Landkreis Landau-Bad Bergzabern (1977 umbenannt in Landkreis Südliche Weinstraße) zugeordnet.

## Religion

### Christentum
1928 waren 531 Einwohner Katholiken und  687 waren Protestanten; einer wurde als „sonstige“ bezeichnet.

### Judentum
Im 19. Jahrhundert war in Ingenheim die größte jüdische Gemeinde der Pfalz ansässig. Zeitweise war der Ort Sitz eines Bezirksrabbinats; nach dessen Auflösung wurde die Gemeinde in dessen Landauer Pendant eingegliedert. In den 1830er Jahren lebten in Ingenheim insgesamt 1.631 Einwohner, von denen 551 Juden waren. Die 1938 zerstörte Synagoge wurde 1831/1832 anstelle einer älteren gebaut. Von 1869 bis 1884 hatte Ingenheim mit Bernhard Roos (1796–1888) sogar einen jüdischen Bürgermeister. 1928 waren 96 Einwohner Juden.

## Verkehr
Von 1892 bis 1967 war Ingenheim durch die Klingbachtalbahn an das Bahnnetz angebunden. Der entsprechende Bahnhof Ingenheim-Appenhofen lag auf dem Gemeindegebiet von Ingenheim. Nächstgelegener Bahnhof ist seither Rohrbach.

## Persönlichkeiten

### Söhne und Töchter des Ortes
- Bernhard Roos (1796–1888), Kaufmann, Gutsbesitzer, Vorsteher der jüdischen Kultusgemeinde und Bürgermeister von Ingenheim
- Richard Weil (1875–1917), Apotheker und Unternehmer